# Sklereidy

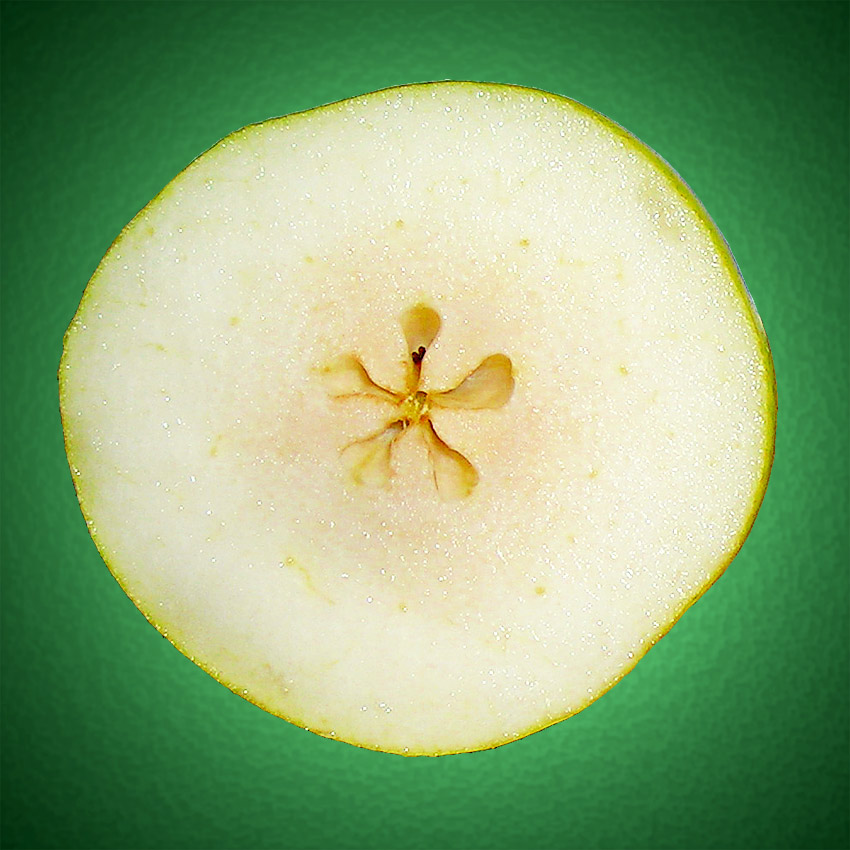
Sklereidy jsou, jakožto tvrdá zrníčka, patrná např. kolem jadřince hrušky

Sklereidy (nazývané též kamenné buňky) jsou rostlinné buňky se ztluštělými stěnami bez živého obsahu. Nacházejí se například v plodech v parenchymatickém pletivu poblíž jádřince, jednotlivě či v menších či větších shlucích. Objevují se například v hruškách jako drobné tvrdé částečky.